# 양옥

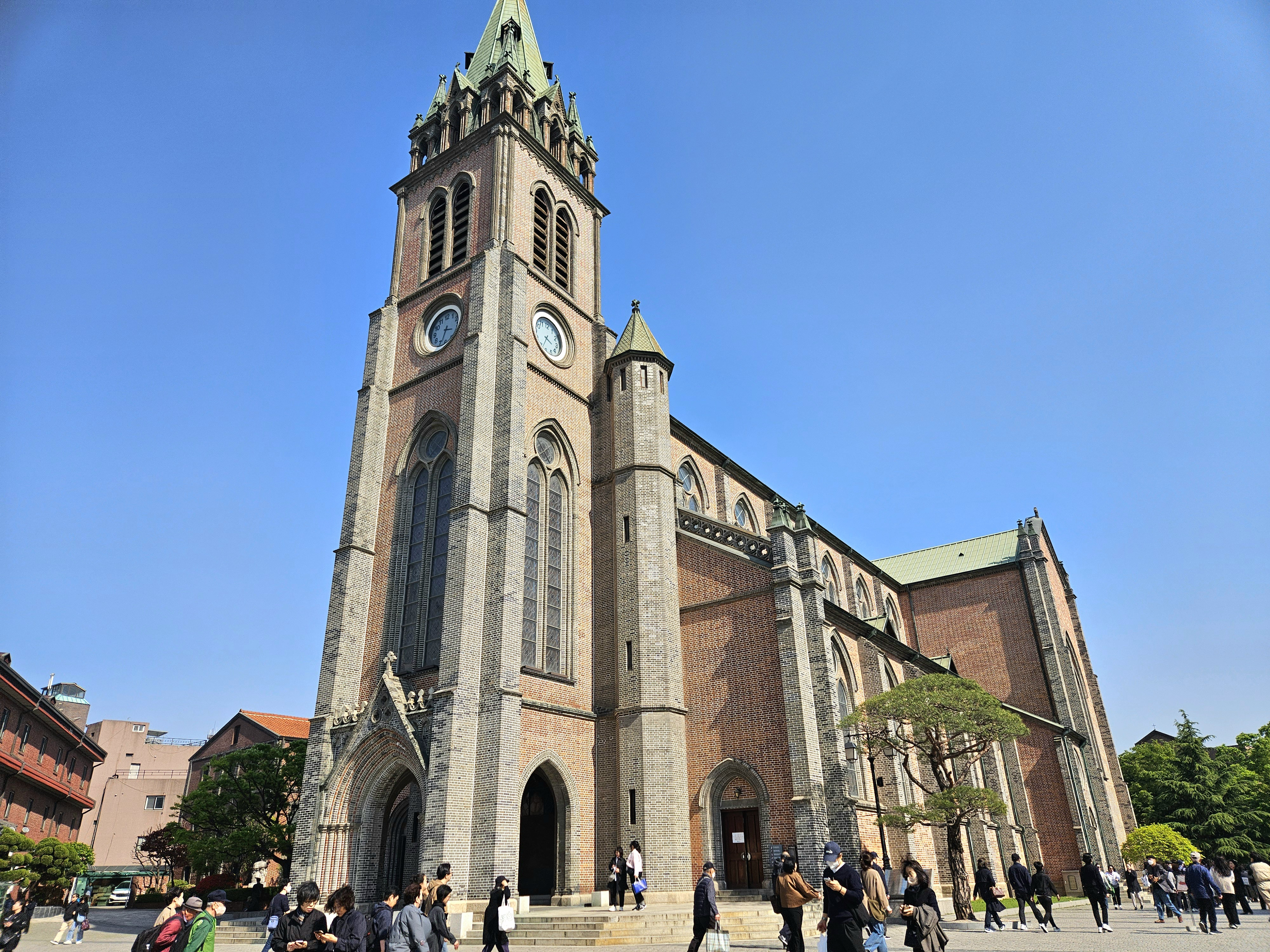
명동성당

양옥(洋屋)은 서양식으로 지은 집이나 건축물을 말한다. 서양관(西洋館), 양관(洋館), 서양루(西洋樓), 양루(洋樓)라고도 한다. 양옥이라는 용어는 특히 한옥 같은 동양의 전통 건축물에 대비하여 서양 건축물을 이르는 말이다.
양옥은 한국, 중국, 일본 등에서 개화기에 서양의 각종 문화와 함께 건축 양식이 들어오면서 지어지기 시작했는데, 각국의 공사관이나 종교 관련 건축물 등이 대표적이다. 이 시기의 각국의 공관 건물은 주로 조지안 양식이나 르네상스 양식으로 지어졌고, 종교 건축물은 주로 고딕 양식을 띠고 있었다.

## 일본의 양옥(서양관)

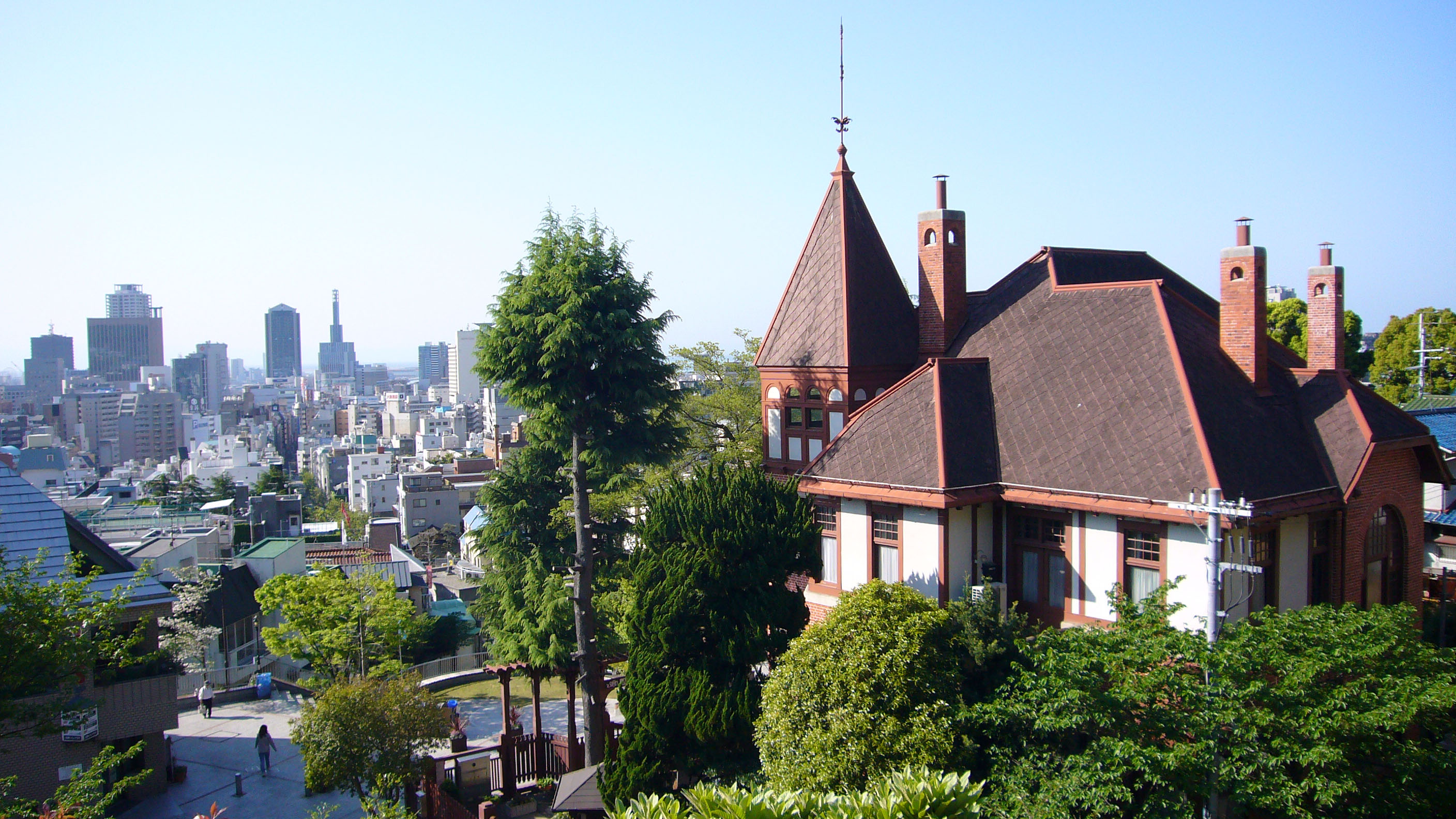
이인관 풍견계의 관

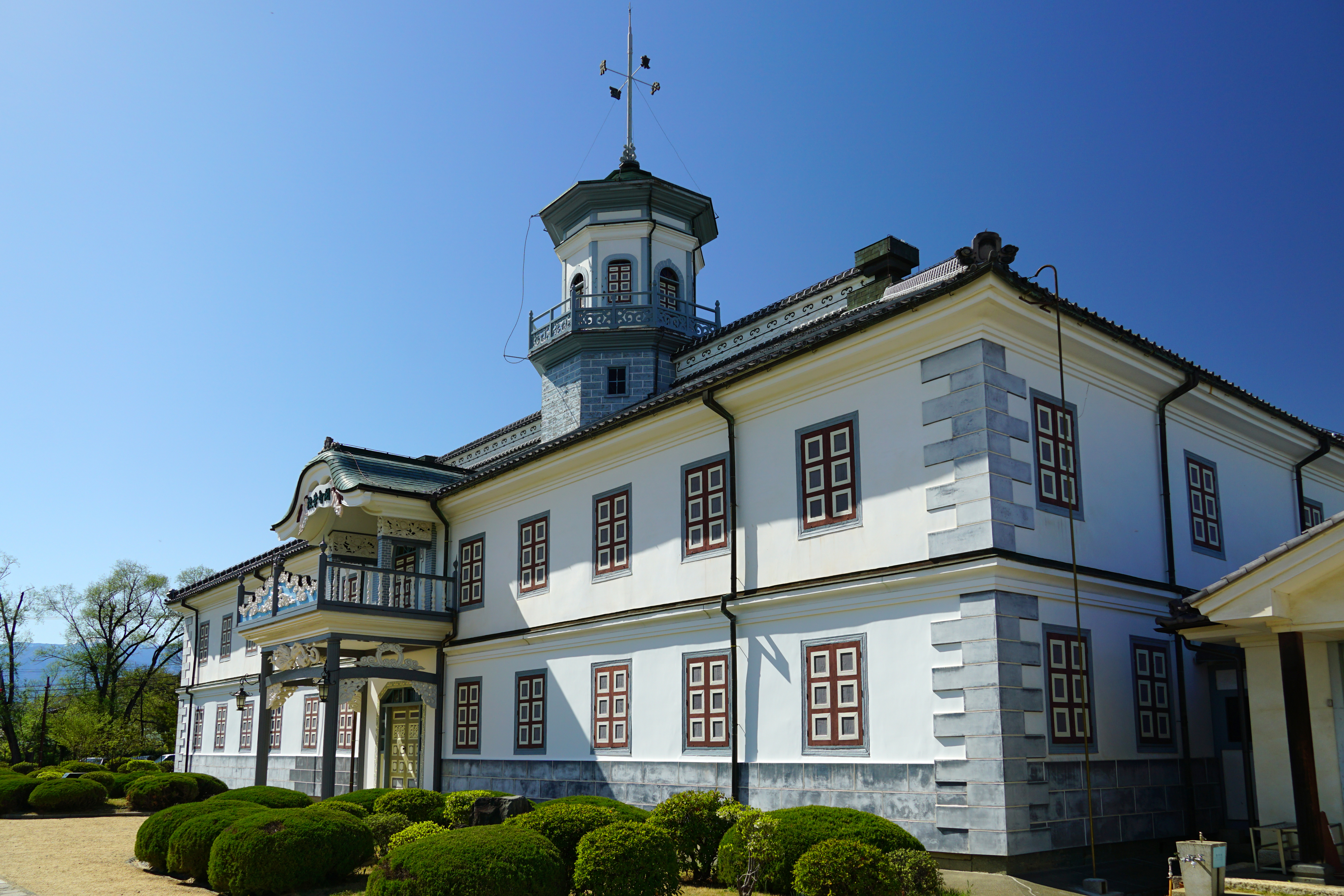
의양풍 건축 구 가이치 학교

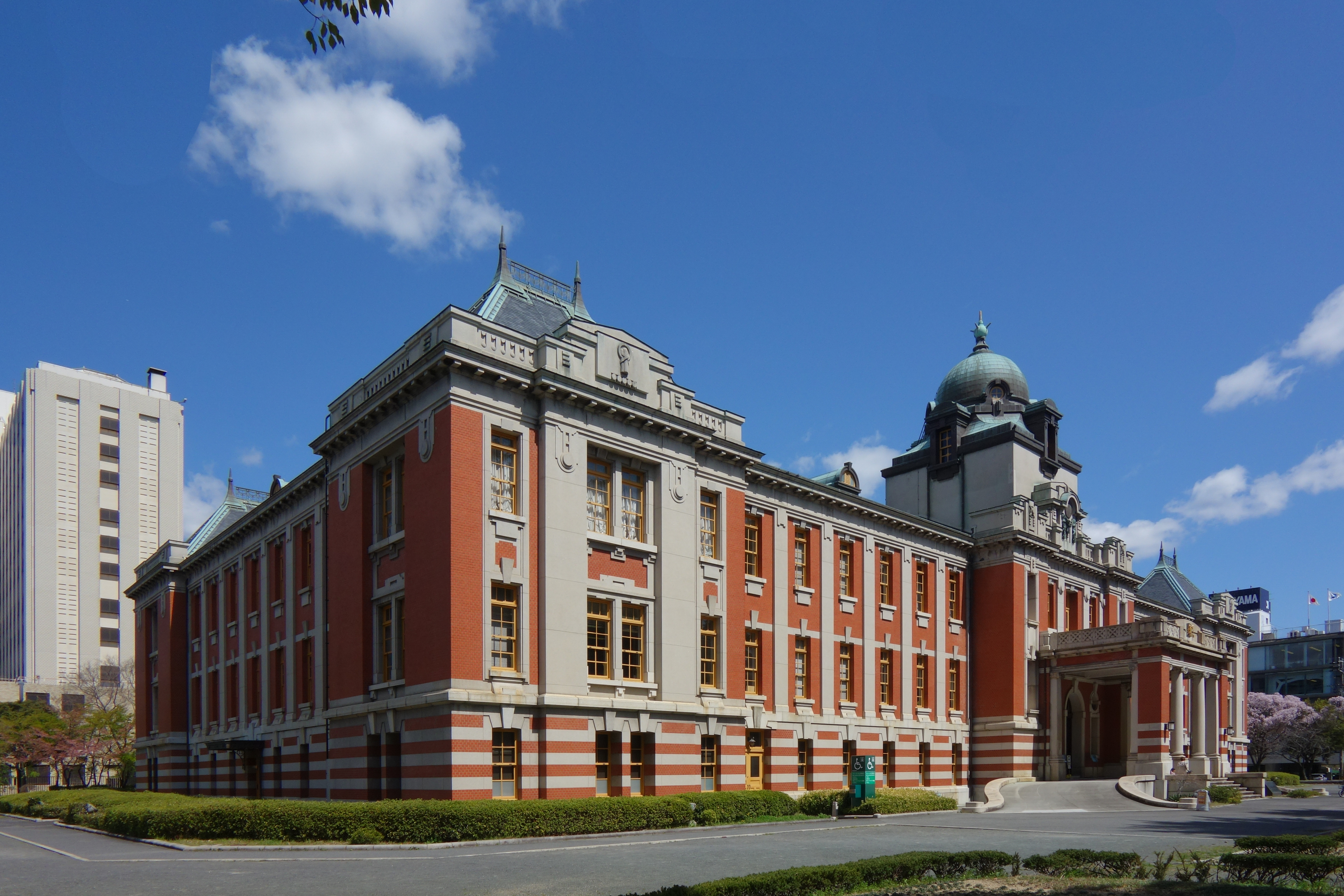
청사 건축 나고야시 시정자료관

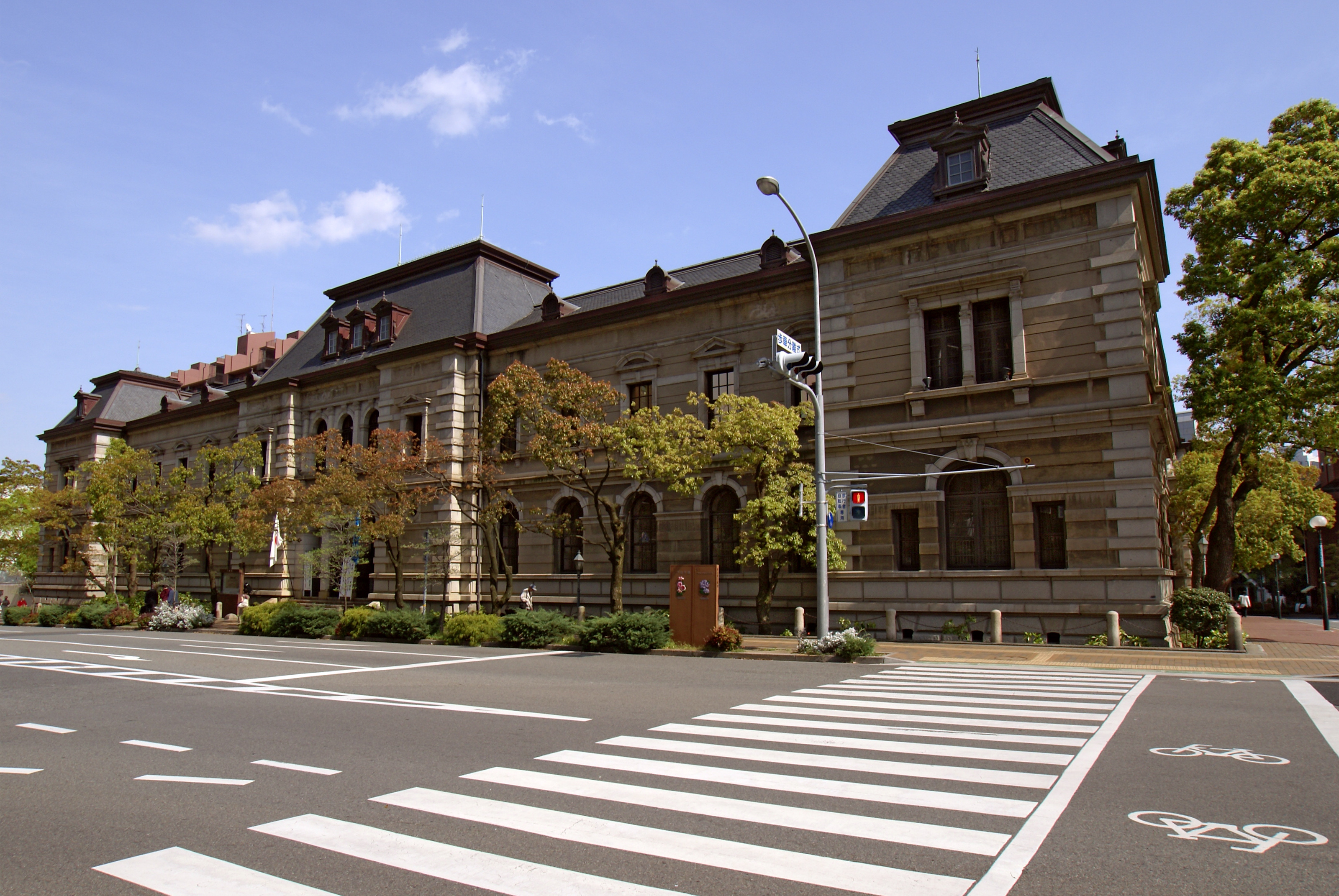
청사 건축 효고현 공관

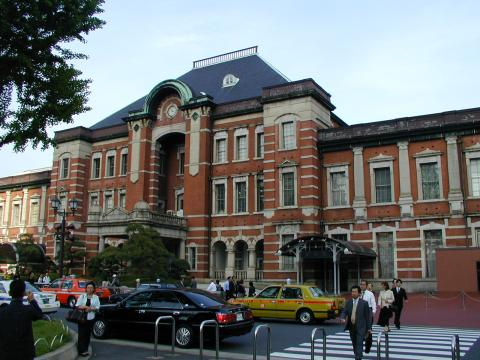
역사 건축 도쿄역

일본에서 서양관은 개국에서 제2차 세계대전까지 일본 국내에 건축되었던 서양 건축양식을 이용한 건물을 가리킨다. 주로 주택을 뜻하며 양관이나 양풍건축(洋風建築)이라고도 부른다. 고베에서는 막말기에서 명치기까지 건축된 서양관을 '이인관(異人館)'이라고, 대정기에서 전후 소화기에 건축된 서양관을 양관이라고 구별하여 부르고 있다.

### 서양관의 종류
거류지 건축
나가사키, 요코하마, 고베 등 외국인의 거류지에서는 외국인의 주택(이인관), 사무소, 학교, 교회 등이 건설되어 종래의 일본과는 이질적인 길거리가 만들어졌다. 다만 외국에서 온 기사, 기술자에 의해 건설된 건축 뿐 아니라 일본인 직인에 디자인 등을 지시하여 건설한 건축 역시 존재한다.
의양풍 건축(擬洋風建築)
거류지 건축에 자극을 받은 일본의 도편수들은 눈동냥 귀동냥으로 배운 서양의 디자인을 사무소, 호텔, 학교 등 건축에서 이용하였다. 전통적 직인으로서의 기술을 기본으로 양풍 요소를 수용한 이러한 건축을 통틀어 의양풍 건축이라고 부른다.
외국인 기사의 건축
초빙 외국인(お雇い外国人)의 지도에 따라 건설된 공장, 도시 건축 등이 있다. 긴자 연와가, 도미오카 제사장 등이 대표적인 건축.
일본인 건축가의 작품
초빙 외국인 조시아 콘도르가 일본인에 최초로 본격적, 체계적 건축교육을 시켜주었으며 이에 따라 다쓰노 긴고 등 일본인 건축가가 육성되었다. 이러한 정식 교육을 받은 건축가들을 중심으로 유럽의 건축양식을 수용한 관청이며 사무소, 주택 등 서양관이 건설되게 되었다(사실 도쿄역 같은 거대한 규모의 건축을 서양관이라 하기에는 무리가 있으나 건축 가이드 따위에서는 총칭하여 싸잡아 버리는 경우가 많다).
이와 같은 서양관에 자극을 받아 점차로 각 지역에서도 현지 직인에 의해 서양관이 지어지게 되었다. 사진관이나 병원, 의원, 학교 등에 특히 서양풍 디자인이 즐겨 사용되었다.
메이지 이후의 사회에서도 일반적인 건축이라고 하면 단연 화풍건축이었다. 일부 정치가나 실업가 따위가 서양풍의 생활 스타일을 수용하기 위해 서양관을 건설한 경우도 있었으나 층고가 높고 개방성이 낮은 서양관의 특징은 계절별 기온차가 심하고 다우다습한 일본의 풍토와 적합하다고는 결코 할 수 없는 것이었다.
한신간에서 부유층이 많이 살고 있는 아시야에서는 내객을 응접하기 위한 양관과 주인과 가족이 생활하는 일본가옥을 조합한 저택이 많이 건설되었다. 현지 연구자 후쿠시마 다다쓰구는 이것을 통틀어 '화양관(和洋館)'이라고 분류하였다. 시가현을 중심으로 생활하던 건축가 윌리엄 메렐 보리스의 작품이 그 모본이 되었다고 하는데, 태평양전쟁시 공습 및 한신·아와지 대진재시 피해로 인하여 현재는 존재하지 않는다.
전통적 화풍건축이 압도적이던 시대에 세워졌던 서양관이니만큼 건물이 빚어내는 이그조틱한 이미지와 분위기에 탐정소설의 무대가 되기도 여러 번이었다(이를테면 《흑사관 살인사건》이라든지).
제2차 세계대전이 끝나자 생활 스타일은 급격히 변화하였다. 주택의 형식 역시 크게 변화하여 서양풍의 양식과 과거의 양식을 부정하는 모더니즘 건축의 영향을 받은, 일본의 풍토에 맞춘 비전통적 스타일의 주택이 전통적 화풍주택보다도 우세해졌다. 구미화가 널리 퍼진 오늘에 와서는 서양풍의 외견에 와시쓰 없는 주택이 세워지더라도 서양관이라고 부르는 일은 더 이상 없다. 화풍주택이 일반적이던 시대 서양풍 주거가 세워졌으니만큼 서양관이라 구별하여 부르는 방법이 필요했던 것이다.

## 같이 보기
- 한옥